# Katrin Zipperling

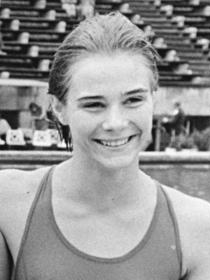
Katrin Zipperling (1981)

Katarina „Katrin“ Zipperling, nach Heirat Katrin Baltrusch (* 19. Oktober 1965 in Rostock), ist eine ehemalige Wasserspringerin aus der DDR. Sie wurde 1981 Europameisterin vom 10-Meter-Turm.

## Karriere
Katrin Zipperling begann in Rostock mit dem Wasserspringen. 1976 zog sie mit ihrer Mutter nach Dresden  und schloss sich dem SC Einheit Dresden an. Nach Erfolgen im Jugendbereich wurde sie 1981 Dritte der DDR-Meisterschaften vom Drei-Meter-Brett und vom 10-Meter-Turm. Vom Turm konnte sie dieses Ergebnis 1982 wiederholen.
Bei den Europameisterschaften 1981 in Split siegte Zipperling vom Turm mit 30 Punkten Vorsprung vor Tatjana Beljakowa aus der Sowjetunion, Martina Jäschke aus der DDR belegte den dritten Platz. 1982 bei den Weltmeisterschaften in Guayaquil erreichte Zipperling als Fünfte das Finale vom Turm, musste dann aber nach einer Verletzung beim Einspringen zurückziehen.
Katrin Zipperling studierte später Medizin und heiratete den Schwimmer Frank Baltrusch. Nach ihrer Ausbildung wurde Katrin Baltrusch Augenärztin in Magdeburg.